# Whin Sill
De Whin Sill is een sill in Northumberland, Engeland.

## Locatie
De sill is gelegen in het Nationaal park Northumberland en hiervandaan kan op een heldere dag uitgekeken worden naar zowel Schotland als het noordoosten van Engeland. De beste plaats om een goed uitzicht te krijgen op het gehele gebied is rondom het gebied van het gebied waar het voormalige Romeinse legerkamp Vercivicum gelegen was, het huidige areaal van Housesteads.

## Gesteente en ontstaanswijze
Zo'n 295 miljoen jaar geleden is de sill ontstaan als onderdeel van een grotere rotsformatie bestaand uit het stollingsgesteente doleriet die zich uitstrekt van Teesdale, een watervalrijk gebied, in noordelijke richting naar Berwick, het gebied van de Farne Eilanden groep. Het kasteel van Lindisfarne is strategisch geplaatst op een hoge rotsachtige klif die door de sill gevormd wordt.

## Geologie
Aan het eind van het Carboon zorgden tektonische bewegingen in vrijwel heel Noord-Engeland voor opheffing en het intruderen van magma waarbij de Great Whin Sill gevormd werd. Het magma koelde af, kristalliseerde, en verhardde tot stollingsgesteente waarvan we de overblijfselen vandaag kunnen waarnemen aan het aardoppervlak.

## Zichtbare delen
De dolerietsill is in de ondergrond te vinden onder grote gebieden, van Zuid- en Oost-Northumberland en het Durham Coalfield. De maximale dikte is ongeveer 70 meter. De Great Whin Sill is een van de belangrijkste natuurlijke kenmerken van de North Pennines. Er dagzoomt ook een gerelateerde kleinere sill ten noorden van Weardale, bekend als de Little Whin Sill.

## Geologieterm
De professionele geologie is ontstaan op de Britse Eilanden en veel van de termen om de Britse geologische kenmerken te beschrijven worden nog altijd wereldwijd gebruikt. Sill is een van die termen. De term werd in de 19e eeuw bedacht voor een min of meer horizontale formatie, en al snel overgenomen door geologen wereldwijd. Whin werd er later aan toegevoegd om de donkere en hardere steensoorten te beschrijven. De Whin Sill dient nog altijd als voorbeeld voor een typische “sill”. De weerstand tegen erosie van het doleriet geeft het een aantal geomorfologische typerende kenmerken zoals High Force; Low Force; Cauldron Snout; High Cup Nick & Holwick Scars.